# Pierre Magnan
Pierre Magnan (Manosque, 19 settembre 1922 – Voiron, 28 aprile 2012) è stato uno scrittore francese.

## Biografia
Ha studiato fino ai dodici anni nella sua città natale. Dai tredici a vent'anni ha svolto la professione di tipografo in una tipografia locale.
Ha pubblicato il suo primo romanzo, Alba insolita, nel 1946. Ha avuto una buona critica letteraria ma scarso successo di pubblico. Ha lavorato 27 anni in una società di trasporti frigoriferi, ma nel frattempo continua a scrivere romanzi che non vengono pubblicati.
Nel 1976 viene licenziato per la riduzione del personale e ne approfitta per scrivere Il sangue degli atridi con il quale ottiene nel 1978 il prestigioso premio Prix du Quai des Orfèvres: a 56 anni inizia la sua carriera di scrittore. In questo romanzo compare per la prima volta il suo personaggio più famoso, il commissario Laviolette. È originario di Piégut, microscopico paese della Nuova Aquitania, dove possiede ancora l'avita casa di famiglia. È un uomo dall'aspetto poco appariscente, basso e sovrappeso, con le gambe storte e le orecchie a sventola, ma con un glorioso passato nella Resistenza e dotato di acume e spirito d'osservazione. Fuma troppo, non disdegna alcolici e buona cucina e soffre di ernia del disco. Guida, con una flemma esasperante, un Ford SAF Vedette verde mela. Tornerà in altri libri cioè: Il velo magico ovvero il commissario nella tartufaia, La tomba di Helios, Il segreto dei vicoli oscuri, Messaggi di morte e il recente Il commissario Innamorato. Invece La polvere della morte riguarda le vicende del nonno di Laviolette, svoltesi agli inizi del secolo XX.
I suoi romanzi sono ambientati nella sua Manosque e dintorni.
Con Il commissario nella tartufaia vince il Martin Beck Award.
Nel 1984 scrive La Casa assassinata che riscuote un ottimo successo in Francia: più di 100 000 copie vendute e il “Prix RTL grand public".
La sua ultima opera è Chronique d'un château hanté, romanzo che parla dell'epidemia di peste nera del 1348/50 ed arriva ai giorni nostri; è datata 2008.
Nel 2012 muore a Voiron, nell'Isère, dove si era ritirato da poco più di un anno.

## Opere
- L'alba insolita (L'Aube insolite) (1946) Voland, 2001. ISBN 888658671X
- Le Monde encerclé (1949)
- Il periplo del capodoglio (Périple d'un cachalot) (1951) Voland, 2000. ISBN 888658668X
- Il sangue degli Atridi (Le Sang des Atrides) (1977) Il Giallo Mondadori n. 2294. Robin, 2005. ISBN 887371109X
- L'Homme rejeté (1977)
- Il velo magico (Le Commissaire dans la truffière) (1978) Il Giallo Mondadori n. 2327
- La tomba di Helios (Le tombeau d'Helios (1980) Robin, 2004. ISBN 8873710344
- Il segreto dei vicoli oscuri (Le Secret des Andrônes) (1980) Robin, 2006. ISBN 8873712266. Pubblicato con il titolo L'incerata nera da Vallardi, 1983 e con il titolo Morirai per ultima nel Giallo Mondadori n. 2370
- La polvere della morte (Les Charbonniers de la mort) (1982) Il Giallo Mondadori n. 2411
- La Biasse de mon père (1983)
- La casa assassinata (La Maison assassinée) (1984) Meridiano zero, 2001. ISBN 8882370283
- Messaggi di morte (Les Courriers de la mort) (1986) Biblioteca del vascello, 1994. ISBN 8872279100. Il Giallo Mondadori n. 2643
- La Naine (1987)
- L'Amant du poivre d'âne (1988)
- Pour saluer Giono (1990)
- Le Mystère de Séraphin Monge (1990)
- L'albero (Les Secrets de Laviolette (1992) Robin, 2008. ISBN 9788873714576
- Les Promenades de Jean Giono (1994)
- Il casino Forcalquier (La Folie Forcalquier) (1995) Voland, 1998. ISBN 8886586418
- Les Romans de ma Provence (1998)
- Come un asino in Arcadia (Un grison d'Arcadie) (1999) Robin, 2002. ISBN 8873710778
- Il commissario innamorato (Le parme convient à Laviolette) (2000) Robin, 2008. ISBN 9788873714194
- L'Occitane (2001)
- Mon théâtre d'ombres (2002)
- Apprenti (2003)
- L'enfant qui tuait le temps (2004)
- Ma Provence d'heureuse rencontre (2005)
- Laure du bout du monde (2006)
- Chronique d'un château hanté (2008)

## Filmografia
- Le Sang des Atrides, regia di Sam Itzkovitch (1981)
- Le Secret des Andrônes, regia di Sam Itzkovitch (1982)
- La Maison assassinée, regia di Georges Lautner (1988)
- L'Aube insolite, regia di Claude Grinberg (2002)
- Les Courriers de la mort, regia di Philomène Esposito (2006)